# 凋落物

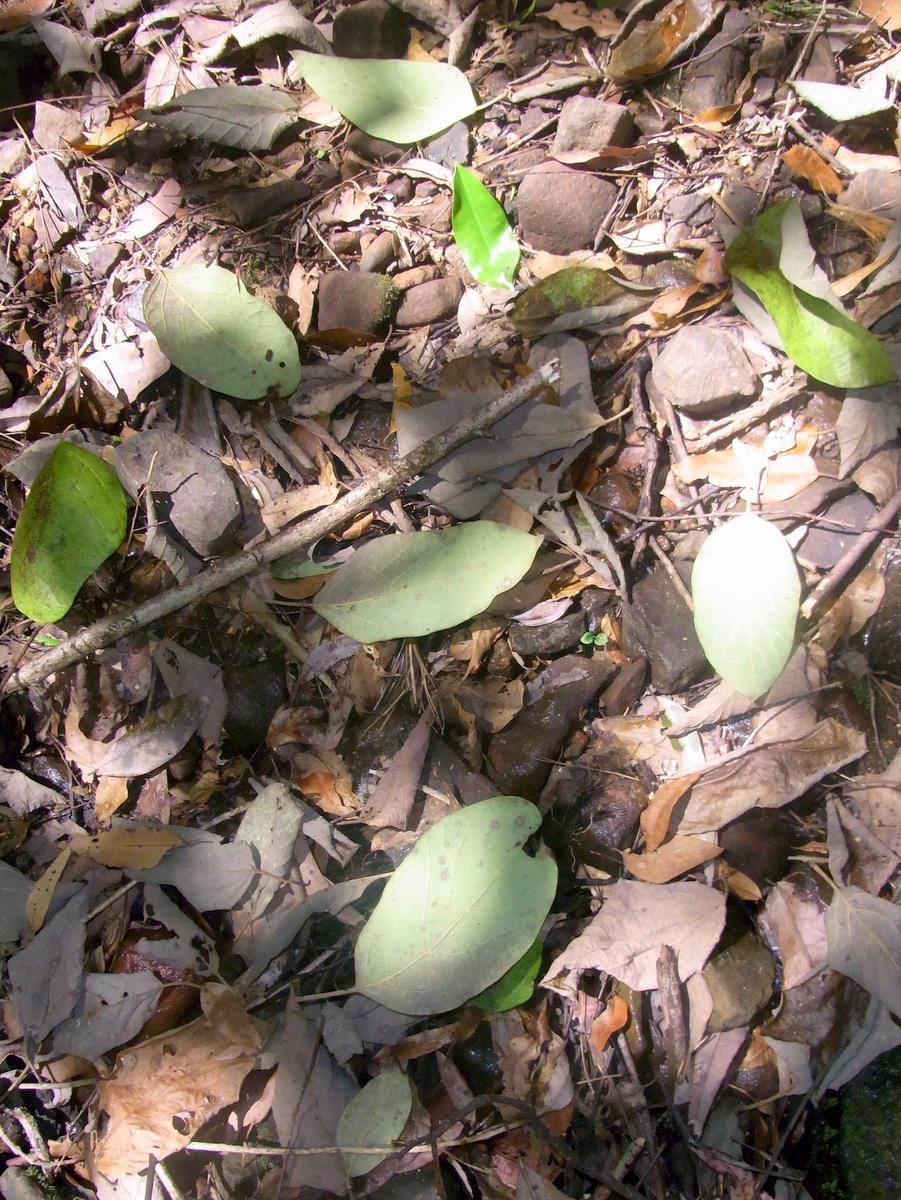
树林中的落叶

凋落物又称为枯枝落叶或落叶，是指从植物上落下的叶、枝、茎、树皮、花果等的植物物质，覆盖在土壤表面。凋落物是生态系统能量与物质循环的重要载体，养分通过凋落物的分解回归土壤。